# Bergstäppblomfluga
Bergstäppblomfluga (Paragus punctulatus) är en tvåvingeart som beskrevs av Johan Wilhelm Zetterstedt 1838. Bergstäppblomfluga ingår i släktet stäppblomflugor, och familjen blomflugor.
Artens utbredningsområde är Norge. Enligt den svenska rödlistan är arten otillräckligt studerad i Sverige. Arten förekommer i Övre Norrland. Arten har tidigare förekommit i Svealand och Nedre Norrland men är numera lokalt utdöd. Artens livsmiljö är fjäll, skogslandskap. Inga underarter finns listade i Catalogue of Life.